# Kiptschakische Sprachen

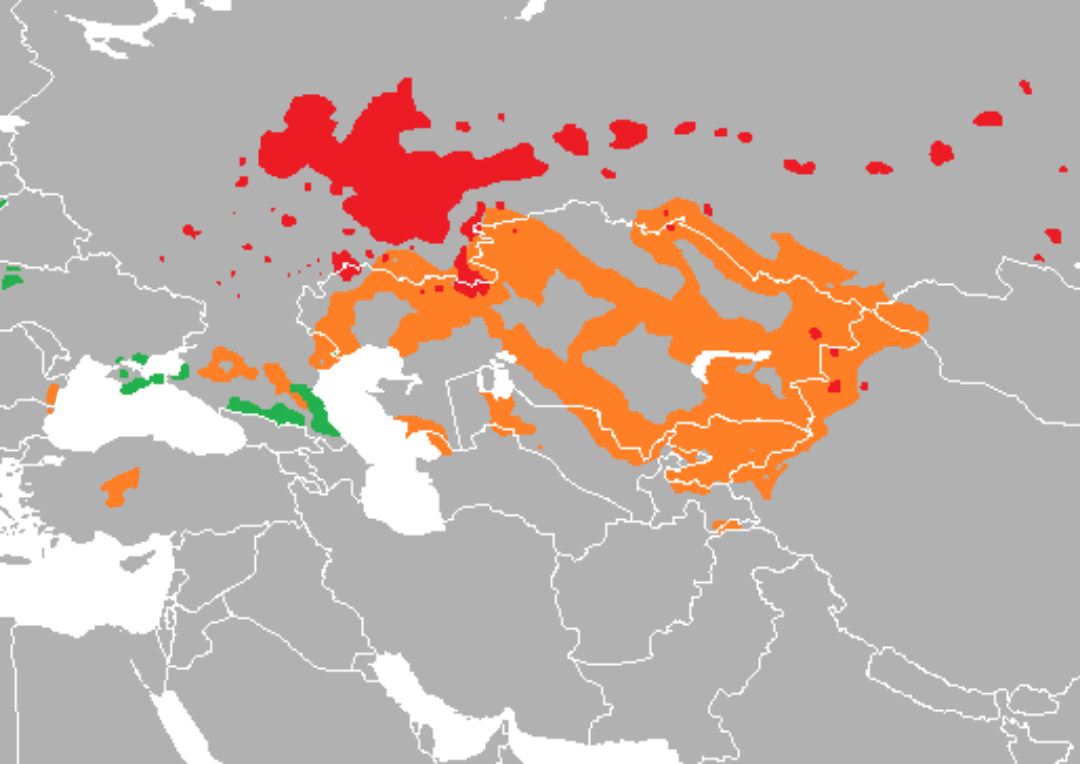
Kiptschakische Dialekte

Die kiptschakischen oder nordwesttürkischen Sprachen sind ein Zweig der Turksprachen, dessen Verbreitung von Europa über Zentralasien bis nach China reicht und der etwa 20 Millionen Muttersprachler umfasst.

## Gliederung

### Alte kiptschakische Sprachen
- Kiptschakisch (†)
- Kumanisch oder Komanisch (†)

### Moderne kiptschakische Sprachen
- Meschetisch
- Baschkirisch
- Dobrudschatatarisch
- Karaimisch
- Karakalpakisch
- Karapapisch
- Karatschai-Balkarisch
- Kasachisch
- Kirgisisch
- Krimtatarisch
- Krimtschakisch
- Kumykisch
- Nogaisch
- Tatarisch

Sprachverwandtschaftlich zu diesen Sprachen gehörig zählt man noch das Urum der Gräkotataren. Sowohl das Urum als auch das Krimtatarische sind genuin kiptschakische Sprachen, die jedoch oghusisch beeinflusst sind. Ebenso nimmt man an, dass die Sprache zumindest von einem Teil der Mamluken dem westlichen Zweig des Kiptschakischen angehörte.
Darüber hinaus gliedern manche Turkologen Karatschai-Balkarisch, das zwei Dialekte einer einheitlichen Sprache darstellt, in die „Einzelsprachen“ Karatschaisch und Balkarisch auf.

## Klassifikation
- Turksprachen
  - Kiptschakisch (Nordwest-Türkisch)
    - West Krim-Tatarisch, Urum, Krimtschakisch, Kumykisch, Karatschai-Balkarisch, Karaimisch, Kiptschakisch und Kumanisch beide †
    - Nord Tatarisch, Baschkirisch
    - Süd Kasachisch, Kirgisisch, Karakalpakisch, Nogaisch

| Sprache               | Sprecherzahl | hauptsächlich verbreitet in folgenden Ländern (mit Sprecherzahlen) |
| --------------------- | ------------ | --- |
| Karaimisch            | fast †       | Litauen 20, Ukraine <10, Polen <10 |
| Kumykisch             | 280000       | Russland (Dagestan) |
| Karatschai-Balkarisch | 250000       | Russland (Karatschai-Tscherkessien, Kabardino-Balkarien) |
| Krim-Tatarisch        | 500000       | Ukraine 200.000, Usbekistan 190.000, Kirgisistan 40.000 |
| Urum                  | 190000       | Ukraine, Georgien, Griechenland |
| Krimtschakisch        | ~ 100        | Ukraine, Israel, Russland |
| Tatarisch             | 6500000      | Russland 5,3 Mio., Usbekistan 470.000, Kasachstan 330.000, Kirgisistan 70.000, Tadschikistan 80.000, Turkmenistan 50.000, Ukraine 90.000, Aserbaidschan 30.000 ethnische Tataren: 6,6 Mio. |
| Baschkirisch          | 1800000      | Russland 1,7 Mio., Usbekistan 35.000, Kasachstan 20.000 |
| Nogaisch              | 70000        | Russland (Nordkaukasus) |
| Karakalpakisch        | 400000       | Usbekistan |
| Kasachisch            | 11000        | Kasachstan 8 Mio., VR China 1 Mio., Usbekistan 800.000, Russland 650.000, Mongolei 100.000                                                                                                 |
| Kirgisisch            | 3700000      | Kirgisistan 3,3 Mio., Usbekistan 200.000, VR China 200.000 |

OGHURISCH: Tschuwaschisch
KIPTSCHAKISCH: Karaimisch, Kumykisch, Karatschai-Balkarisch, Krimtatarisch, Tatarisch,
Baschkirisch, Nogaisch, Karakalpakisch, Kasachisch, Kirgisisch
OGHUSISCH: Türkisch, Gagausisch, Aserbaidschanisch, Turkmenisch, Chorasan-Türkisch, Kaschgai, Aynallu, Afscharisch, Salarisch
KARLUKISCH: Usbekisch, Uigurisch,
Ainu, Ili Turki
SIBIRISCH: Jakutisch, Dolganisch, Tuwinisch, Tofalarisch, Chakassisch, Altaisch, Schorisch, Tschulymisch, Yugur
ARGHU: Chaladsch